# Cryptarrhena
Cryptarrhena – rodzaj roślin z rodziny storczykowatych (Orchidaceae). Obejmuje trzy gatunki występujące  w Ameryce Środkowej i Południowej w takich krajach i regionach jak: Belize, Boliwia, Brazylia, Kolumbia, Kostaryka, Ekwador, Gujana Francuska, Gwatemala, Gujana, Honduras, Jamajka, Meksyk, Zatoka Meksykańska, Nikaragua, Panama, Peru, Surinam, Trynidad i Tobago, Wenezuela.

## Systematyka
Rodzaj sklasyfikowany do podplemienia Zygopetalinae w plemieniu Cymbidieae, podrodzina epidendronowe (Epidendroideae), rodzina storczykowate (Orchidaceae), rząd szparagowce (Asparagales) w obrębie roślin jednoliściennych.
Wykaz gatunków
- Cryptarrhena guatemalensis Schltr.
- Cryptarrhena kegelii Rchb.f.
- Cryptarrhena lunata R.Br.